# Karl Kälin (Radsportler)
Karl Kälin (* 18. Januar 1965 in Zürich) ist ein ehemaliger Schweizer Radrennfahrer und nationaler Meister im Radsport.

## Sportliche Laufbahn
Als Amateur siegte er 1987 im Bergrennen Biel–Magglingen und wurde 1988 Vize-Meister im Strassenrennen hinter Daniel Steiger. 1989 wurde er Berufsfahrer im Radsportteam Frank-Toyo. Kälin gewann in jener Saison das Etappenrennen Grand Prix Guillaume Tell. 1992 hatte er einen Etappenerfolg in der Niederösterreich-Rundfahrt. 1992 siegte er in der nationalen Meisterschaft im Bergfahren und 1994 im Eintagesrennen Kaistenberg-Rundfahrt. 1995 gewann er den Giro del Lago Maggiore mit einem Etappensieg. Den Giro d’Italia 1989 beendete er auf dem 100. Platz. Kälin war auch im Querfeldeinrennen aktiv und gewann einige Rennen in der Schweiz.
1997 beendete er seine Karriere als Radprofi.